# Ежов, Игорь Игоревич
И́горь И́горевич Ежо́в (4 июня 1953 — 1 мая 2011, Асунсьон, Парагвай) — российский дипломат. Чрезвычайный и полномочный посол Российской Федерации в Республике Парагвай с 2008 года.

## Биография
В 1975 году окончил Московский государственный институт международных отношений МИД СССР. Владел испанским, английским и французским языками.
В системе МИД — с 1975 года. Работал на различных должностях в центральном аппарате и загранпредставительствах. В 2003—2008 годах — заместитель директора Латиноамериканского Департамента МИД России.
22 декабря 2008 года, Игорь Игоревич Ежов, указом президента Российской Федерации № 1804, назначен чрезвычайным и полномочным послом Российской Федерации в Республике Парагвай. Ежов стал первым послом РФ в Парагвае, после открытия там посольства Российской Федерации (до этого, в течение 16 лет после установления дипломатических отношений между этими странами, обязанности послов Российской Федерации в Парагвае по совместительству исполняли послы в Аргентине).
1 мая 2011 года, Игорь Ежов скоропостижно скончался. В связи с его кончиной, правительство Парагвая выразило свои соболезнования.

Парагвай помнит и ценит работу первого посла России в деле сближения и укрепления отношений между нашими народами— МИД Республики Парагвай
После кончины Ежова временным поверенным, до назначения нового посла, назначен советник российского посольства в Парагвае Сергей Юрьевич Рещиков.

## Дипломатический ранг
Чрезвычайный и полномочный посланник 2 класса (8 июня 2000).

## Награды
- Почётный работник МИД России